# Juin 1882

## Événements
- Séjour d’une mission militaire allemande à Istanbul, chargée de former une armée moderne.

- 5 juin : inauguration du musée Grévin, 10 boulevard Montmartre, Paris, 9e arrondissement.

- 7 juin (Soudan) : les mahdistes détruisent un corps d'armée égyptien de 40 000 hommes au djebel Qadir.

- 11 juin : début de la révolte d'Arabi Pacha en Égypte.
  - Depuis janvier, les troubles nationalistes et antieuropéens commencés en septembre 1881 se sont étendus jusqu’à provoquer la fuite du khédive, dont le pouvoir est proclamé illégitime par une fatwa.

- 13 juin : Robert Beaven devient premier ministre de la Colombie-Britannique, remplaçant George Anthony Walkem.

- 20 juin : élection fédérale canadienne de 1882. John A. Macdonald (conservateur) est réélu aux élections fédérales.

## Naissances
- 17 juin : Igor Stravinsky, compositeur russe (naturalisé français puis américain).
- 18 juin : Ștefania Mărăcineanu, physicienne roumaine († 15 août 1944).

## Décès
- 10 juin : Vassili Perov, peintre russe (° 2 janvier 1834).
- 29 juin : Giuseppe Garibaldi.
- 30 juin : François-Auguste Biard, peintre français (° 15 octobre 1798).